# Carlos Solis
Carlos Solis è un personaggio della serie televisiva Desperate Housewives.

## Personaggio
Carlos Solis è un uomo di affari di successo di origine messicana. È il marito di Gabrielle Solis per le prime due stagioni della serie e ritorna ad esserlo a metà della quarta stagione. Lui e Gabrielle hanno due figlie, Juanita (come sua madre) e Celia, Carlos è un uomo dai forti valori famigliari, inoltre ha un buon rapporto di amicizia con Tom Scavo e Mike Delfino, infatti li considera i suoi migliori amici. In più di un'occasione ha dimostrato di provare una certa attrazione per Lynette Scavo. 
Carlos vive al N° 4349 di Wisteria Lane, e per un breve periodo ha vissuto nella casa di Mike al N° 4356.

## Personalità
Carlos è il tipico uomo d'affari tutto d'un pezzo, è ambizioso e gli piace sfoggiare i suoi beni con gli altri, questa parte del suo carattere lo fa apparire come un uomo presuntuoso ed egocentrico, ma spesso si intravede un lato altruista e sensibile della sua personalità. Anche se per molti versi sembra un donnaiolo amante delle belle donne, ha dei forti valori matrimoniali, per lui la famiglia è la cosa più importante, infatti sotto alcuni aspetti è il tipico uomo all'antica. Molte volte, a causa del suo problema di autocontrollo, perde facilmente le staffe e ciò lo rende violento, infatti Carlos è un uomo passionale e non sopporta che qualcuno gli metta i piedi in testa. Nonostante la sua devozione per la chiesa, iniziata nella seconda stagione, si lascia spesso trasportare dalla gelosia nei confronti di sua moglie, per la quale farebbe di tutto.

## Trama
Carlos è cresciuto in una famiglia umile. Il padre, che era un uomo molto violento, abbandonò sia lui che la madre, sebbene tutto faccia supporre che in realtà sia stata la madre a ucciderlo all'insaputa del figlio. Grazie a una borsa di studio ottenuta per meriti sportivi, Carlos entra in un'università e una volta terminati gli studi entra nel mondo degli affari.
Dopo aver messo in piedi la sua attività, Carlos diventa un uomo d'affari di successo, finché un giorno, assistendo a una sfilata di moda a New York conosce Gabrielle, a quel tempo una modella. Carlos si invaghisce subito di lei e i due iniziano a frequentarsi, e dopo un po' di tempo le chiede di sposarlo e lei accetta.
Gabrielle abbandona il suo lavoro per stare dietro al marito e i due si trasferiscono a Fairview, nel quartiere di Wisteria Lane. Carlos inizia a concentrarsi prevalentemente sul lavoro trascurando la moglie e cercando di attutire la cosa riempiendola di costosi regali, ma lei, sentendosi sola, inizia a tradirlo con il loro giardiniere, John.

## Nella serie
All'inizio della serie Carlos è del tutto ignaro del tradimento della moglie ma, avendo dei sospetti, chiede a sua madre di venirli a trovare per tenerla sotto controllo. La madre, però, viene investita da un pirata della strada e dopo un certo periodo di coma all'ospedale, in seguito ad una caduta dalle scale perde la vita. L'uomo vuole a tutti i costi un figlio da Gabrielle, al punto di ingannarla e sostituirle le pillole anticoncezionali. La notizia della gravidanza di Gabrielle arriva quando Carlos è in carcere, per problemi finanziari e crimini di odio verso i gay (aveva picchiato due ragazzi gay, credendoli amanti di Gabrielle). Inizialmente Gabrielle rifiuta l'idea di avere un bambino, ma quando si comincerà ad abituare all'idea, lo perderà in seguito ad un'aggressione. In seguito, Carlos e Gabrielle tenteranno ancora di avere un figlio per vie alternative, arrivando alla fine ad "affittare" l'utero di Xiao-Mei, la loro cameriera cinese. Quando però Gabrielle troverà il marito a letto con Xiao-Mei, lo caccerà di casa e i due arriveranno al divorzio all'inizio della terza stagione.
Carlos si troverà quindi senza casa e andrà a convivere con Mike Delfino: approfittando della sua perdita di memoria, convincerà Mike di essere il suo migliore amico. In questa occasione, Carlos comincia una relazione con Edie Britt, che riaccenderà il suo desiderio di avere un figlio. Tuttavia, Edie si renderà presto conto che Carlos prova ancora sentimenti per Gabrielle, che intanto ha sposato il sindaco di Fairview Victor Lang. Inoltre, quando Gabrielle scoprirà i veri motivi che hanno condotto Victor a sposarla, correrà a chiedere conforto a Carlos, e i due si troveranno di nuovo invischiati in una relazione extramatrimoniale.
Rendendosi conto che c'è qualcosa che non va e per tenere Carlos legato a sé, Edie gli promette che gli darà un figlio, pur continuando a prendere di nascosto anticoncezionali. Quando Carlos viene a conoscenza della verità decide di lasciare definitivamente Edie, che fingerà un tentato suicidio, come ultima chance.
Nella quarta stagione Carlos non riuscirà a lasciare Edie, per paura che la donna compia gesti disperati e poiché ricattato dalla stessa che ha scoperto un suo conto all'estero nascosto al fisco. Carlos continuerà la sua relazione con Gabrielle clandestinamente. Nella puntata 4.09 rimane cieco permanentemente a causa del tornado, ma questo non gli impedirà di sposare l'amata Gabrielle. Dopo il matrimonio vivranno insieme e per un paio di puntate affitteranno una camera a Ellie, una giovane ragazza in cerca d'alloggio. Ben presto, però, si accorgono che Ellie è una spacciatrice di cocaina e la denunciano alla polizia. Gabrielle, tormentata dal senso di colpa per aver tradito la ragazza, la fa scappare e scopre in camera sua un orsacchiotto di pezza contenente 118.000 dollari. I Solis li tengono per sé ed Ellie, dopo una zuffa con Gabrielle per riprendersi i soldi, fugge lasciandole il denaro, ma viene uccisa dall'ex marito di Katherine Mayfair, Wayne Davis.
Carlos e Gabrielle credono di poter vivere finalmente in serenità, nonostante le prospettive economiche non rosee. Nella quinta stagione, dopo un salto temporale di cinque anni, si scopre che i due hanno avuto due figlie: Juanita e Celia. Gabrielle si è trascurata a causa della povertà in cui versano e degli impegni familiari, ma Carlos non la può vedere. In seguito, però, si sottopone ad un'operazione che gli ridona la vista e si accorge di tutte le fatiche che ha sopportato sua moglie in cinque anni. Per lei abbandona il suo lavoro da massaggiatore al Country Club per ricchi e accetta un posto di lavoro da un suo vecchio socio. Quando l'uomo viene ucciso dalla moglie, Carlos gli subentra come direttore ed assume Lynette come sua vice. La donna, però, nasconde a Carlos la sua gravidanza per paura di essere licenziata e quando quest’ultimo lo scopre le toglie il lavoro, offeso per la poca fiducia che gli Scavo hanno riposto in lui e Gabrielle. Le due famiglie faranno pace durante una festa di Natale del quartiere, quando un aereo precipita su Wisteria Lane e Lynette si getta a proteggere Celia, perdendo uno dei gemelli che aspetta.
Nel frattempo, per fare un favore a sua zia che si finge morente, Carlos si è offerto di ospitare sua nipote Ana, un'adolescente molto problematica, simile a Gabrielle quando aveva la sua età. Le due verranno spesso e volentieri ai ferri corti; i Solis, però, hanno talmente a cuore il bene della ragazza da chiederne e ottenerne la tutela.
Ana decide di seguire le orme di Gabrielle e di diventare una modella, e dunque lascia la casa per trasferirsi a New York.
Carlos scopre che Juanita non è la loro figlia e che è stata scambiata alla nascita con un'altra bambina. Inizialmente Carlos non voleva dirlo alla moglie, ma poi si vede costretto a confessarlo. I due rintracciano la loro figlia perduta, scoprendo che quest’ultima è cresciuta con una famiglia amorevole, i Sanchez, e porta il nome di Grace. Purtroppo il visto della famiglia non è in regola e dunque si vedono obbligati a scappare dalle autorità, pertanto Carlos e Gabrielle dicono addio a Grace. Carlos scopre che Andrew, il figlio dell'amica della moglie, Bree, era la persona alla guida dell'auto che investì sua madre. Pur perdonandolo, decide di chiudere i ponti con Bree e obbliga la moglie a fare altrettanto. Il patrigno di Gabrielle, Alejandro, che la molestava sessualmente da ragazzina, si ripresenta nelle loro vite e cerca di violentare nuovamente Gabrielle, ma Carlos lo colpisce violentemente con un candelabro, uccidendolo. Gabrielle, Lynette, Susan e Bree lo aiutano a nascondere il cadavere e in questa occasione lui e Bree si riappacificano.
A causa dei sensi di colpa, Carlos cede all'alcolismo e alla fine decide di entrare in un centro di riabilitazione. Dopo essersi ripreso, l'uomo decide di cambiare la sua vita e di lasciare il suo lavoro per dedicarsi al no-profit; Gabrielle inizialmente non è d'accordo ma in seguito decide di appoggiarlo. Gabrielle trova lavoro come personal shopper e inizia a guadagnare molti più soldi di Carlos, cosa che lo mette a disagio. Bree viene incolpata per la morte di Alejandro e Carlos decide di confessare la verità, ma la loro vicina, Karen McCluskey, ormai prossima alla morte per via del cancro, se ne assume la colpa e il caso viene chiuso.
Gabrielle ottiene una promozione e inizia a trascurare il marito e per accontentarlo gli fa dei regali costosi, assumendo altresì una giardiniera molto attraente. Carlos e Gabrielle, accortisi del fatto che stavano per commettere gli stessi errori del passato, decidono di non ricascarci più. Gabrielle, infatti, capisce che anche se ama il suo lavoro non deve dare Carlos per scontato. Alla fine della serie Carlos e Gabrielle si trasferiscono in California e l'uomo aiuta la moglie con la sua attività, essendo diventata una donna d'affari di successo.